# Rozkochów (województwo małopolskie)
Rozkochów – wieś sołecka w Polsce położona w województwie małopolskim, w powiecie chrzanowskim, w gminie Babice.
| SIMC    | Nazwa          | Rodzaj    |
| ------- | -------------- | --------- |
| 0211978 | Dąbrowa        | część wsi |
| 0211984 | Działy         | część wsi |
| 0211990 | Kulawki        | część wsi |
| 0212009 | Mały Rozkochów | część wsi |
| 0212015 | Nawsie         | część wsi |
| 0212021 | Stawisko       | część wsi |

W latach 1975–1998 miejscowość położona była w województwie katowickim.
Nieznana jest dokładna data utworzenia wsi, jednak pierwsze wzmianki o miejscowości pojawiły się, według pracy Stanisława Arnolda, w roku 1228 w dokumencie dotyczącym podziału terytorialnego między kasztelnią księstwa opolskiego a granicą ziemi krakowskiej. W przeszłości wieś należała do klucza lipowieckiego. We wsi znajduje się szkoła podstawowa im. Bohaterów Westerplatte, budynek ochotniczej straży pożarnej, biblioteka szkolna i publiczna, kaplica, kilka kapliczek przydrożnych oraz klub dla dzieci Ochotniczej Straży Pożarnej. Wieś położona jest nad Wisłą, w pobliżu rzeki znajdują się stawy wędkarskie klubu Karaś.